# Conductivity Temperature Depth
Pour les articles homonymes, voir CTD.
Une sonde Conductivity Temperature Depth (CTD) est une sonde mesurant la conductivité électrique, la température et la profondeur (Conductivity Temperature Depth) de l'eau. C'est un instrument utilisé en océanographie physique. L'une des raisons de mesurer la conductivité est que celle-ci permet de déterminer la salinité.

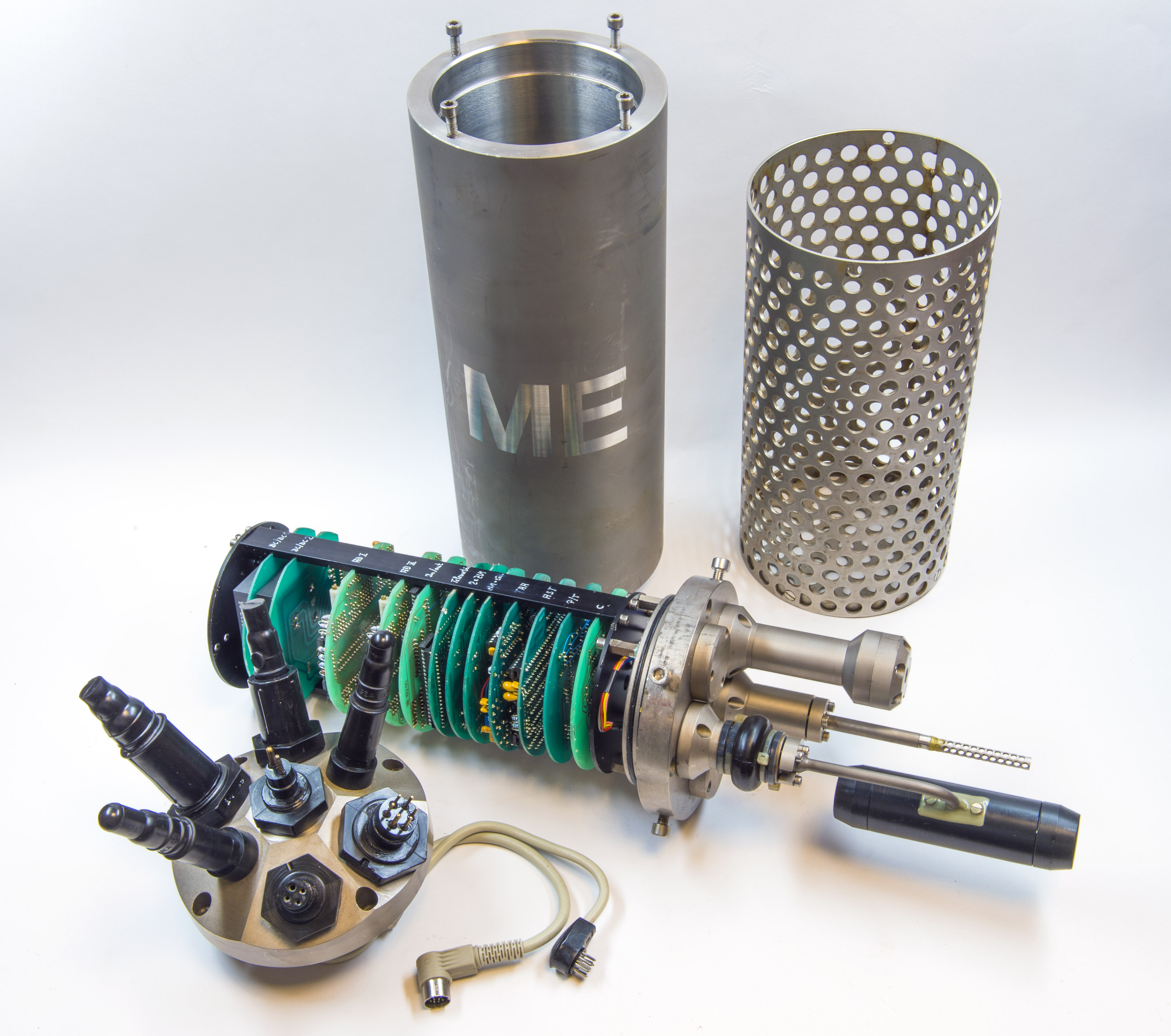
Exemple de capteur CTD (Conductivity Temperature Depth) démonté avec ; son électronique embarquée, ses capteurs de conductivité, température et pression, sa cage de protection des capteurs, ses connecteurs étanches et son boîtier de protection contre les hautes pressions.. à miniaturiser

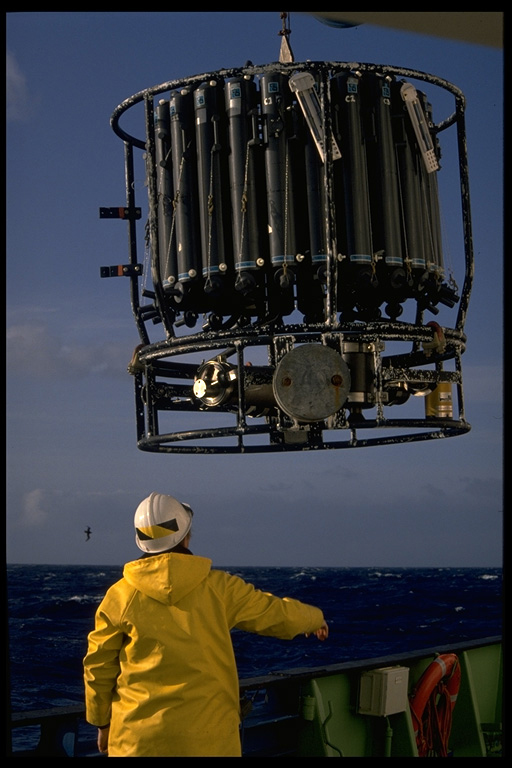
Déploiement d'une rosette de bouteilles munie d'une CTD au centre

Contrairement aux XBT, la CTD nécessite l'arrêt du bateau.

## Description
Composée généralement d'un cylindre d'une soixantaine de centimètres contenant des capteurs de pression et conductivité, la CTD comporte une sonde thermique à l'une de ses extrémités et est reliée au bateau par un câble à son autre extrémité.

## Usage

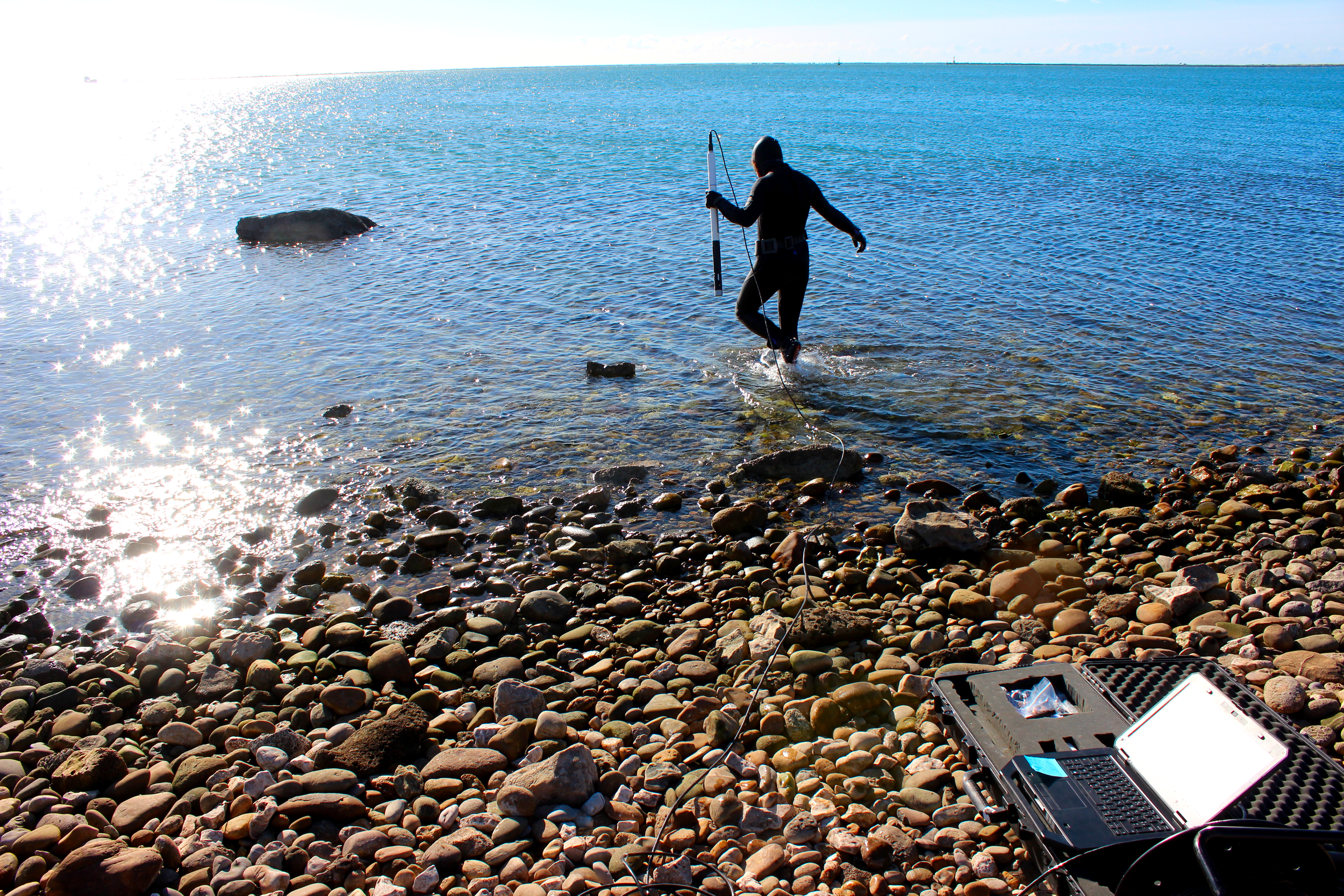
Une scientifique part plonger pour enregistrer les paramètres hydrologiques de l'eau de mer avec une sonde CTD, où elle a au préalable collecté des Echinoidea, en Mer Méditerranée (Golfe de Fos, France) pour le projet "FOS-SEA ANR & Sud-PACA Region". Février 2019.

Les CTD servent presque exclusivement à la recherche en océanographie. 
Les hydrographes l'utilisent aussi pour connaître la célérité (indirectement) de l'eau ou calibrer les sonars.